# پورت ویکتوریا پی‌وی۹
پورت ویکتوریا پی‌وی۹ (به انگلیسی: Port_Victoria_P.V.9) یک هواگرد از نوع Floatplane fighter ساخت شرکت پورت ویکتوریا است. هواگرد پورت ویکتوریا پی‌وی۹ نخستین پروازش را در دسامبر ۱۹۱۷ میلادی انجام داد. در مجموع، تعداد ۱ فروند از این هواگرد ساخته شده‌است.